# 醒世恒言
《醒世恒言》是中国明末清初作家冯梦龙的白话小说集，初版于明天启七年（1627年）， 与《喻世明言》、《警世通言》被称作“三言”。更與后来凌濛初在“三言”的直接影响下撰写的两部短篇小说集《初刻拍案惊奇》和《二刻拍案惊奇》，並称为“三言二拍”。

## 版本
今存版本，有金閶葉敬池本，藏于日本内阁文库。近代有人傳抄葉敬池本，1921年上海生活書店世界文庫根據傳抄本排印成鉛印本，鄭振鐸校注。1956年，顧學頡以世界文庫本为底本，参考衍慶堂本（只剩39卷）和《今古奇觀》加以修订，并删节了其所谓的“個別色情描繪的字句”，而且刪去了第二十三卷，重作注釋，由作家出版社出版新本；數年後，顧學頡注釋本改由人民文學出版社出版，這個版本有被香港中華書局及台北里仁書局翻印出版。
1955年，现代的李田意至日本將《三言二拍》拍攝成膠卷。1958年，臺北世界書局將《三言》的膠卷直接影印出版；三民書局據此出版鉛印本，沒有删节。

## 內容
《醒世恒言》共有40章（称卷），每章为一篇短篇小说。其编纂年代晚于《喻世明言》、《警世通言》，元代旧作只有七篇，少于前两部书。
《醒世恒言》所收录的大部分是明代作品，其中可能有冯梦龙自己的作品，有人认为“大树坡义虎送亲”、“陈多寿生死夫妻”、“佛印师四调琴娘”、“赫大卿遗恨鸳鸯绦”、“白玉娘忍苦成夫”、“张廷秀逃生救父”、“隋炀帝逸游召谴”、“吴衙内邻舟赴约”、“卢太学诗酒傲王侯”、“李汧公穷邸遇侠客”、“黄秀才徼灵玉马坠”等篇，可能就是冯梦龙所著。
《醒世恒言》作品多取材于现实生活以及民间传说，内容涉及官员昏庸、城市手工业者生活、婚姻、爱情等，其中的“十五贯戏言成巧祸”、“卖油郎独占花魁”、“灌园叟晚逢仙女”都是佳作。

## 章回目录
- 第一卷 两县令竞义婚孤女
- 第二卷 三孝廉让产立高名
- 第三卷 卖油郎独占花魁
- 第四卷 灌园叟晚逢仙女
- 第五卷 大树坡义虎送亲
- 第六卷 小水湾天狐诒书
- 第七卷 钱秀才错占凤凰俦
- 第八卷 乔太守乱点鸳鸯谱
- 第九卷 陈多寿生死夫妻
- 第十卷 刘小官雌雄兄弟
- 第十一卷 苏小妹三难新郎
- 第十二卷 佛印师四调琴娘
- 第十三卷 勘皮靴单证二郎神
- 第十四卷 闹樊楼多情周胜仙
- 第十五卷 赫大卿遗恨鸳鸯绦
- 第十六卷 陆五汉硬留合色鞋
- 第十七卷 张孝基陈留认舅
- 第十八卷 施润泽滩阙遇友
- 第十九卷 白玉娘忍苦成夫
- 第二十卷 张廷秀逃生救父
- 第二十一卷 张淑儿巧智脱杨生
- 第二十二卷 吕洞宾飞剑斩黄龙
- 第二十三卷 金海陵纵欲亡身
- 第二十四卷 隋炀帝逸游召谴
- 第二十五卷 独孤生归途闹梦
- 第二十六卷 薛录事鱼服证仙
- 第二十七卷 李玉英狱中讼冤
- 第二十八卷 吴衙内邻舟赴约
- 第二十九卷 卢太学诗酒傲公侯
- 第三十卷 李汧公穷邸遇侠客
- 第三十一卷 郑节使立功神臂弓
- 第三十二卷 黄秀才徼灵玉马坠
- 第三十三卷 十五贯戏言成巧祸
- 第三十四卷 一文钱小隙造奇冤
- 第三十五卷 徐老仆义愤成家
- 第三十六卷 蔡瑞虹忍辱报仇
- 第三十七卷 杜子春三入长安
- 第三十八卷 李道人独步云门
- 第三十九卷 汪大尹火焚宝莲寺
- 第四十卷 马当神风送滕王阁